# Нью-Янгс (футбольний клуб)

Старий логотип клубу

Спортивний клуб «Нью-Янгс» або просто «Нью-Янгс» (англ. New Young's Sports Club) — ланкійський футбольний клуб з міста Веннаппува. Виступає у Прем'єр-лізі Шрі-Ланки, найвищому футбольному дивізіоні країни.

## Історія
Клуб було засновано 24 квітня 1986 року Рохітхою Фернандо, власником фабрики по виробництву кокосової олії в Веннаппуві. У 1990 році команда виграла третій дивізіон чемпіонату країни. У 1994 році виграли другий дивізіон, а в 1996 році знову повторили це досягнення, завдяки чому вийшли до Дивізіону 1. у 2005 році клуб досяг одного з найбільших успіхів у власній історії — вийшов до 1/2 фіналу кубку Шрі-Ланки. Проте у матчі за право виходу до вирішального поєдинку турніру з рахунком 0:2 поступився гранду ланкійського футболу — «Саундерс».

## Досягнення
- Прем'єр-ліга (Шрі-Ланка)
  -  Бронзовий призер (1): 2017/18